# Leichtathletik-Länderkampf der Männer 1940 Finnland – Deutschland – Schweden
| 3. Leichtathletik-Länderkampf mit deutscher Beteiligung 1940  | 3. Leichtathletik-Länderkampf mit deutscher Beteiligung 1940 |               |
| ------------------------------------------------------------- | ------------------------------------------------------------ | ------------- |
|                                                               |                                                              |               |
| Ländervergleich der Männer: Finnland – Deutschland – Schweden |                                                              |               |
| Austragungsort                                                | Helsinki                                                     |               |
| Wettbewerbe                                                   | 20                                                           |               |
| Datum                                                         | 7./8. September 1940                                         |               |
| 1. SWE 2. GER 3. FIN                                          | 147 Punkte 141 Punkte 134 Punkte                             |               |
| Chronik                                                       |                                                              |               |
| ← GER-ITA (M)                                                 | ITA-GER (M) →                                                | ITA-GER (M) → |

Im dritten Vergleich des Länderkampfjahres 1940 stand ein Drei-Länder-Vergleich der deutschen Männer mit Finnland und Schweden an. Ausrichter am 7./8. September war die finnische Hauptstadt Helsinki. Mit beiden Gegnern hatte es vorher schon Begegnungen gegeben. Gegen Finnland hatte Deutschland das einzige bisherige Aufeinandertreffen 1934 verloren. Mit Schweden hatte es bereits vier Vergleiche gegeben, drei davon hatte Schweden für sich entschieden, einen hatte Deutschland gewonnen. Darüber hinaus hatten Deutschland und Schweden sich in drei reinen Geher-Vergleichen gemessen. Auch hier lag Schweden mit zwei zu eins Siegen vorn.

## Wettbewerbe und Modus
Ausgetragen wurde ein ausführliches Länderkampfprogramm mit sogar zwanzig Wettbewerben verteilt auf zwei Veranstaltungstage. Hinzugekommen gegenüber dem Vergleich mit Italien zuvor war der 3000-Meter-Hindernislauf. Die Wertung in den Einzeldisziplinen richtete sich umgekehrt an der Platzierung aus, das heißt: Pl. 1: 6 P, Pl. 2: 5 P, …, Pl. 6: 1 P. In den beiden Staffel gab es für Platz eins sieben, für Platz zwei vier und für Platz drei zwei Punkte.

## Ergebnis
Die Laufstrecken über 100, 200, 400 und 800 Meter gingen an Deutschland, das Rennen über 1500 Meter und alle Langstrecken einschließlich des 3000-Meter-Hindernislaufs an Schweden. Die kurze Hürdenstrecke gewann Schweden, die lange Finnland. Deutschland sicherte sich beide Staffeln. Im Hoch-, Stabhoch- und Dreisprung sowie im Speerwurf war Finnland siegreich. Im Weitsprung, Kugelstoßen und Hammerwurf lag Deutschland vorn, im Diskuswurf Schweden. In der Gesamtwertung siegte am Ende Schweden (147 Punkte) knapp vor Deutschland (141 Punkte), wiederum knapp vor Finnland (134 Punkte). Deutschlands Abschneiden bedeutete eine weitere Niederlage gegen Schweden, aber auch einen ersten Sieg über Finnlands Leichtathleten, gegen die Deutschlands Sportler ihren ersten Vergleich verloren hatten.

## Resultate

### 100 m
| Platz | Athlet             | Land | Zeit (s) |
| ----- | ------------------ | ---- | -------- |
| 1     | Harald Mellerowicz | GER  | 10,7     |
| 2     | Lennart Strandberg | SWE  | 10,8     |
| 3     | Nils Kronqvist     | FIN  | 10,9     |
| 4     | Willi Bönecke      | GER  | 11,0     |
| 5     | Ivar Nilsson       | SWE  | 11,0     |
| 6     | Tyko Vanne         | FIN  | 11,1     |

Datum: 7. September

### 200 m
| Platz | Athlet             | Land | Zeit (s) |
| ----- | ------------------ | ---- | -------- |
| 1     | Harald Mellerowicz | GER  | 21,8     |
| 2     | Lennart Strandberg | SWE  | 21,9     |
| 3     | Nils Kronqvist     | FIN  | 22,1     |
| 4     | Jakob Scheuring    | GER  | 22,1     |
| 5     | Aarne Tammisto     | FIN  | 22,3     |
| 6     | Ivar Nilsson       | SWE  | 22,4     |

Datum: 8. September

### 400 m
| Platz | Athlet            | Land | Zeit (s) |
| ----- | ----------------- | ---- | -------- |
| 1     | Rudolf Harbig     | GER  | 47,9     |
| 2     | Erich Linnhoff    | GER  | 48,4     |
| 3     | Bertil Storskrubb | FIN  | 49,1     |
| 4     | Aarne Tammisto    | FIN  | 49,1     |
| 5     | Sven Ljunggren    | SWE  | 49,8     |
| 6     | Torbjörn Eriksson | SWE  | 49,9     |

Datum: 7. September

### 800 m
| Platz | Athlet           | Land | Zeit (min) |
| ----- | ---------------- | ---- | ---------- |
| 1     | Rudolf Harbig    | GER  | 1:52,1     |
| 2     | Lennart Nilsson  | SWE  | 1:54,1     |
| 3     | Hans Brandscheit | GER  | 1:54,6     |
| 4     | Aarne Kainlauri  | FIN  | 1:55,4     |
| 5     | Olle Jonsson     | SWE  | 1:56,1     |
| 6     | Reino Lehti      | FIN  | 1:58,1     |

Datum: 8. September

### 1500 m
| Platz | Athlet         | Land | Zeit (min) |
| ----- | -------------- | ---- | ---------- |
| 1     | Åke Jansson    | SWE  | 3:52,4     |
| 2     | Arne Andersson | SWE  | 3:53,4     |
| 3     | Toivo Sarkama  | FIN  | 3:54,8     |
| 4     | Ludwig Kaindl  | GER  | 3:57,8     |
| 5     | Kauko Pekuri   | FIN  | 3:58,6     |
| 6     | Dieter Giesen  | GER  | 4:04,4     |

Datum: 7. September

### 5000 m
| Platz | Athlet           | Land | Zeit (min) |
| ----- | ---------------- | ---- | ---------- |
| 1     | Gunder Hägg      | SWE  | 14:38,2    |
| 2     | Henry Kälarne    | SWE  | 14:38,4    |
| 3     | Otto Eitel       | GER  | 14:38,6    |
| 4     | Veikko Tuominen  | FIN  | 14:39,6    |
| 5     | Taisto Mäki      | FIN  | 14:47,2    |
| 6     | Hermann Eberlein | GER  | 14:47,2    |

Datum: 7. September

### 10.000 m
| Platz | Athlet          | Land | Zeit (min) |
| ----- | --------------- | ---- | ---------- |
| 1     | Bror Hellström  | SWE  | 30:41,2    |
| 2     | Max Syring      | GER  | 30:41,4    |
| 3     | Veikko Tuominen | FIN  | 30:43,2    |
| 4     | Evert Heinström | FIN  | 30:44,6    |
| 5     | Gösta Östbrink  | SWE  | 30:45,0    |
| 6     | Toni Haushofer  | GER  | 30:53,0    |

Datum: 8. September

### 110 m Hürden
| Platz | Athlet         | Land | Zeit (s) |
| ----- | -------------- | ---- | -------- |
| 1     | Håkan Lidman   | SWE  | 14,4     |
| 2     | Väinö Suvivuo  | FIN  | 14,9     |
| 3     | Harry Nilsson  | SWE  | 15,3     |
| 4     | Ernst Leitner  | GER  | 15,4     |
| 5     | Veikko Jussila | FIN  | 15,4     |
| 6     | Ernst Becker   | GER  | 15,5     |

Datum: 8. September

### 400 m Hürden
| Platz | Athlet            | Land | Zeit (s) |
| ----- | ----------------- | ---- | -------- |
| 1     | Bertil Storskrubb | FIN  | 53,2     |
| 2     | Rune Larsson      | SWE  | 53,9     |
| 3     | Erkki Virta       | FIN  | 54,3     |
| 4     | Rune Öhman        | SWE  | 55,2     |
| 5     | Heinz Brand       | GER  | 55,3     |
| 6     | Max Mayr          | GER  | 55,8     |

### 3000 m Hindernis
| Platz | Athlet            | Land | Zeit (min) |
| ----- | ----------------- | ---- | ---------- |
| 1     | Henry Larsson     | SWE  | 9:16,0     |
| 2     | Erik Arwidsson    | SWE  | 9:16,4     |
| 3     | Rolf Seidenschnur | GER  | 9:18,2     |
| 4     | Kalle Tuominen    | FIN  | 9:20,0     |
| 5     | Ludwig Kaindl     | GER  | 9:20,2     |
| 6     | Kauko Pekuri      | FIN  | 9:20,4     |

Datum: 8. September

### 4 × 100 m Staffel
| Platz | Besetzung       | Land                                                            | Zeit (s) |
| ----- | --------------- | --------------------------------------------------------------- | -------- |
| 1     | Deutsches Reich | Jakob Scheuring Harald Mellerowicz Willi Bönecke Manfred Kersch | 41,8     |
| 2     | Schweden        | Stig Håkansson Åke Stenquist Ivar Nilsson Lennart Strandberg    | 42,4     |
| 3     | Finnland        | Erkki Virta Helmer Quist Tyko Vanne Nils Kronqvist              | 42,5     |

Datum: 7. September

### 4 × 400 m Staffel
| Platz | Besetzung       | Land                                                          | Zeit (min) |
| ----- | --------------- | ------------------------------------------------------------- | ---------- |
| 1     | Deutsches Reich | Fritz Ahrens Cuno Wieland Erich Linnhoff Rudolf Harbig        | 3:12,3     |
| 2     | Schweden        | Torbjörn Eriksson Per Edfeldt Karl Erik Franzen Arne Eriksson | 3:18,2     |
| 3     | Finnland        | Aarne Tammisto Erkki Virta Tyko Vanne Bertil Storskrubb       | 3:19,8     |

Datum: 8. September

### Hochsprung
| Platz | Athlet         | Land | Höhe (m) |
| ----- | -------------- | ---- | -------- |
| 1     | Nils Nicklén   | FIN  | 1,96     |
| 2     | Åke Ödmark     | SWE  | 1,93     |
| 3     | Lauri Kalima   | FIN  | 1,90     |
| 4     | Assar Duregård | SWE  | 1,90     |
| 5     | Hermann Nacke  | GER  | 1,85     |
| 6     | Horst Schlegel | GER  | 1,85     |

Datum: 7. September

### Stabhochsprung
| Platz | Athlet            | Land | Höhe (m) |
| ----- | ----------------- | ---- | -------- |
| 1     | Eero Lähdesmäki   | FIN  | 4,00     |
| 2     | Rudolf Glötzner   | GER  | 4,00     |
| 3     | Aulis Reinikka    | FIN  | 3,90     |
| 4     | Bertil Gustavsson | SWE  | 3,90     |
| 5     | Nils Wästberg     | SWE  | 3,80     |
| 6     | Josef Haunzwickel | GER  | 3,60     |

Datum: 8. September

### Weitsprung
| Platz | Athlet          | Land | Weite (m) |
| ----- | --------------- | ---- | --------- |
| 1     | Rudolf Glötzner | GER  | 7,37      |
| 2     | Stig Håkansson  | SWE  | 7,21      |
| 3     | Birger Lindberg | FIN  | 7,16      |
| 4     | Sakari Toivonen | FIN  | 7,03      |
| 5     | Åke Stenqvist   | SWE  | 7,00      |
| 6     | Günther König   | GER  | 6,76      |

Datum: 7. September

### Dreisprung
| Platz | Athlet            | Land | Weite (m) |
| ----- | ----------------- | ---- | --------- |
| 1     | Onni Rajasaari    | FIN  | 15,22     |
| 2     | Åke Hallgren      | SWE  | 15,10     |
| 3     | Jouko Norén       | FIN  | 15,02     |
| 4     | Lennart Andersson | SWE  | 14,47     |
| 5     | Hans Mähnert      | GER  | 14,35     |
| 6     | Fritz Gleim       | GER  | 13,71     |

Datum: 8. September

### Kugelstoßen
| Platz | Athlet          | Land | Weite (m) |
| ----- | --------------- | ---- | --------- |
| 1     | Hans Woellke    | GER  | 16,06     |
| 2     | Heinrich Trippe | GER  | 16,03     |
| 3     | Gunnar Bergh    | SWE  | 14,97     |
| 4     | Gunnar Bärlund  | FIN  | 14,67     |
| 5     | Yrjö Lehtilä    | FIN  | 14,57     |
| 6     | Arvid Fernström | SWE  | 14,47     |

Datum: 7. September

### Diskuswurf
| Platz | Athlet          | Land | Weite (m) |
| ----- | --------------- | ---- | --------- |
| 1     | Gunnar Bergh    | SWE  | 47,91     |
| 2     | Heinrich Trippe | GER  | 47,45     |
| 3     | Johann Wotapek  | GER  | 47,25     |
| 4     | Åke Hedvall     | SWE  | 45,98     |
| 5     | Vilho Hänninen  | FIN  | 44,24     |
| 6     | Veikko Nyqvist  | FIN  | 44,06     |

Datum: 8. September

### Hammerwurf
| Platz | Athlet          | Land | Weite (m) |
| ----- | --------------- | ---- | --------- |
| 1     | Karl Storch     | GER  | 57,31     |
| 2     | Uuno Veirilä    | FIN  | 55,40     |
| 3     | Erwin Blask     | GER  | 52,41     |
| 4     | Gösta Hannula   | FIN  | 50,98     |
| 5     | Östen Thryvelli | SWE  | 49,63     |
| 6     | Göran Backlund  | SWE  | 48,16     |

Datum: 7. September

### Speerwurf
| Platz | Athlet           | Land | Weite (m) |
| ----- | ---------------- | ---- | --------- |
| 1     | Matti Järvinen   | FIN  | 73,79     |
| 2     | Yrjö Nikkanen    | FIN  | 68,95     |
| 3     | Robert Tegstedt  | SWE  | 65,10     |
| 4     | Karl-Heinz Berg  | GER  | 64,39     |
| 5     | Gunnar Petersson | SWE  | 62,62     |
| 6     | Herbert Loose    | GER  | 59,02     |

Datum: 8. September

## Weblink
- TULOKSET: Maaottelu FIN-SWE-GER, Helsinki, 7.–8.9.1940, Resultate des Länderkampfs FIN-SWE-GER, tilastopaja.eu (finnisch), abgerufen am 7. Juni 2024